# 东荣镇
东荣镇，是中华人民共和国广西壮族自治区梧州市藤县下辖的一个乡镇级行政单位。

## 行政区划
东荣镇下辖以下地区：
东荣社区、下垌村、华安村、甘塘村、上峡村、坡头村、均常村、东荣村、大带村、杨垌村、思排村、三江村、昨雅村和护安村。